# Pfarrkirche Roßbach

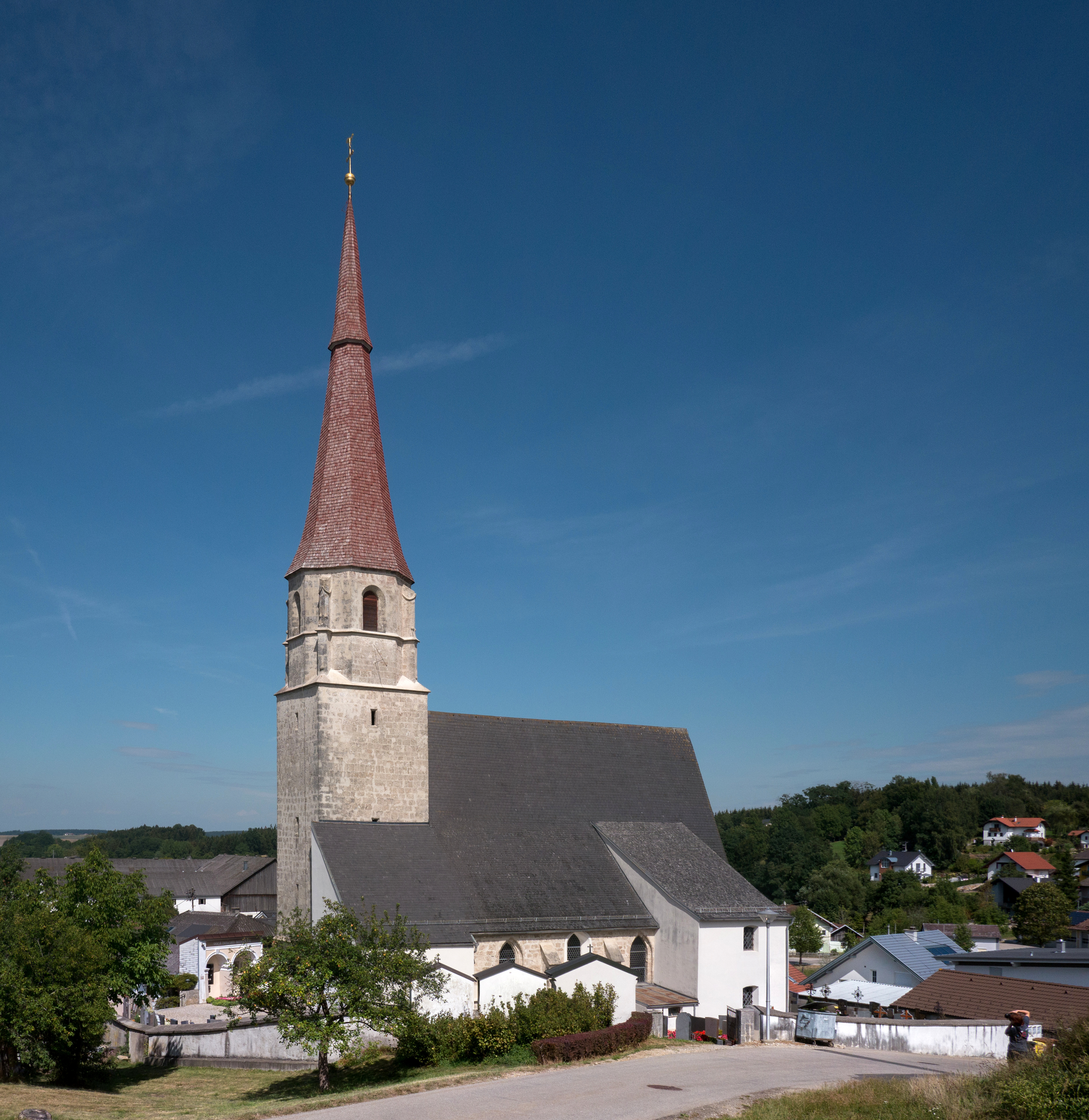
Kath. Pfarrkirche hl. Jakobus der Ältere in Roßbach

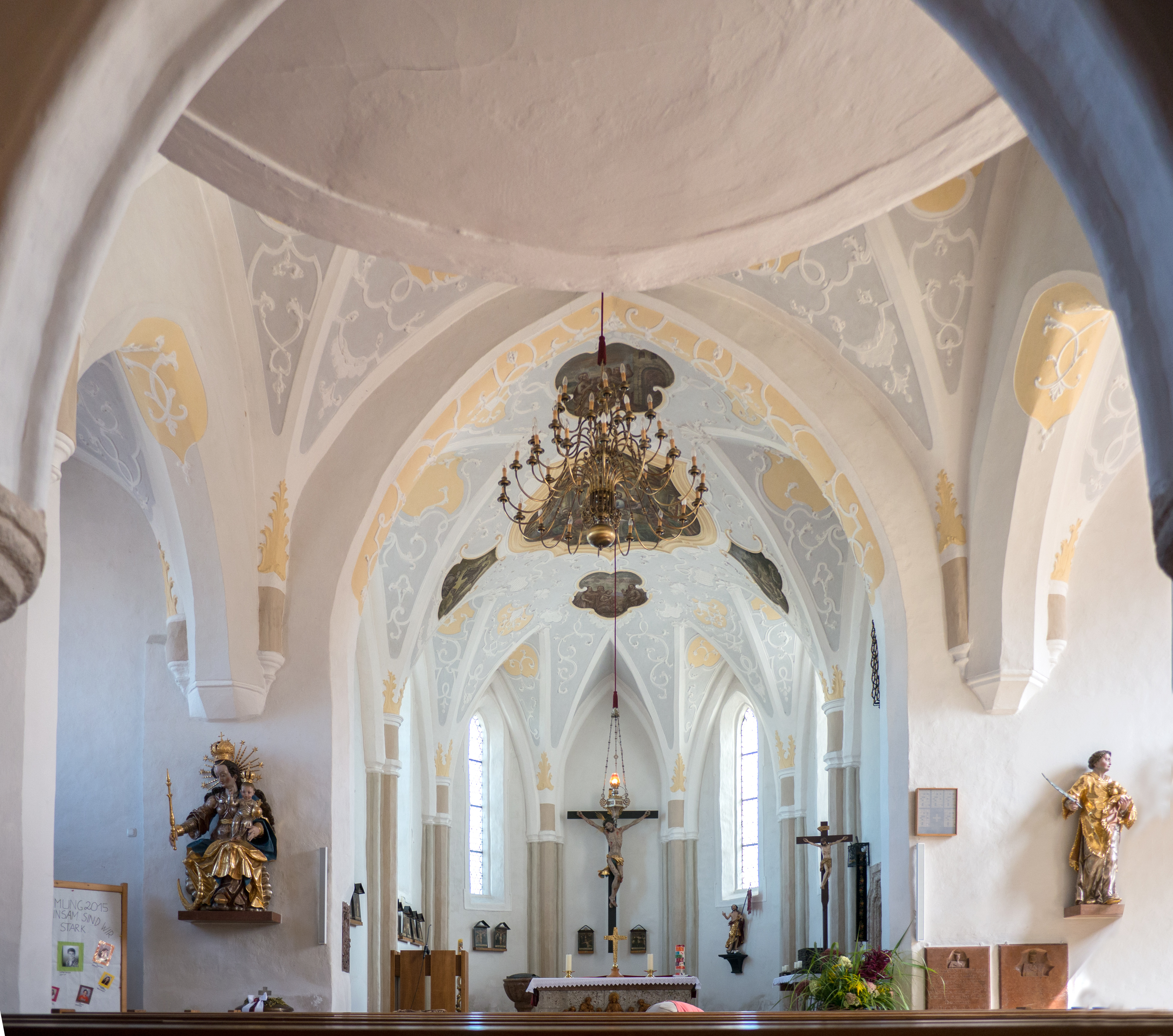
Im Langhaus zum Chor

Die römisch-katholische Pfarrkirche Roßbach steht im Ort Roßbach in der Gemeinde Roßbach im Bezirk Braunau am Inn in Oberösterreich. Die auf den Heiligen Jakobus dem Älteren geweihte Kirche gehört zum Dekanat Altheim-Aspach in der Diözese Linz, ihr Patrozinium wird am Jakobitag, dem 25. Juli, gefeiert. Die Kirche und der Friedhof stehen unter Denkmalschutz.

## Geschichte
Eine Kirche wurde urkundlich 1126 genannt. Die gotische Hallenkirche wurde im Kircheninneren barockisiert. Südlich des Turmes wurde im 17. Jahrhundert eine barocke Totenkapelle angebaut. Die Kirche wurde 1949 restauriert.

## Architektur
An das dreischiffige dreijochige Hallen-Langhaus schließt mit Mittelschiffbreite der zweijochige Chor mit einem Dreiachtelschluss an. Die Gewölberippen wurden entfernt und um 1740 mit Stuck wohl von Johann Michael Vierthaler überzogen. Die Fresken entstanden zeitgleich. Die dreiachsige gotische Westempore ist kielbogig netzrippenunterwölbt und zeigt eine barocke Brüstung. Am Chorbogen ist ein gotisches Marmorrelief Englein mit Schweißtuch um 1490. Außen sind die Strebepfeiler abgetreppt. Der Westturm mit einem kreuzrippengewölbten Läuthaus und einer achtseitigen Glockenstube trägt einen Spitzhelm. Das gotische Westportal hat eine Tür mit gotischen Beschlägen. Das gotische Südportal ist verstäbt. Das Sakristeiportal ist gotisch.

## Ausstattung
Die Einrichtung aus 1884 ist neugotisch. Der Hochaltar trägt gute barocke Statuen hl. Stephan und hl. Lorenz aus dem Anfang des 18. Jahrhunderts.
Außen an der Westwand ist ein gotischer Grabstein mit einem Ölbergrelief um 1505. Am Chorhaupt ist ein Wappengrabstein aus 1570. Die Orgel aus 2011 wurde von Roland Hitsch gebaut.